# Grundsätze ordnungsmäßiger Buchführung
Die Grundsätze ordnungsmäßiger Buchführung (GoB) sind teils geschriebene, teils auch ungeschriebene Regeln zur Buchführung und Bilanzierung, die sich vor allem aus Wissenschaft und Wirtschaftspraxis, der Rechtsprechung sowie Empfehlungen von Wirtschaftsverbänden und dem Institut der Wirtschaftsprüfer zusammensetzen. Ihre Aufgabe ist es, Gläubiger und Unternehmer vor unkorrekten Unternehmensdaten, Informationen und möglichen Verlusten weitestgehend zu schützen und die Bilanzierung zu vereinheitlichen. Sie dienen deshalb auch dem Gläubiger- und Anlegerschutz.

## Allgemeines
Der unbestimmte Rechtsbegriff „Grundsätze ordnungsmäßiger Buchführung“ wurde vom Gesetzgeber erstmals in § 38 Handelsgesetzbuch (HGB) des Jahres 1897 geprägt. „Maßgeblich für die Ordnungsmäßigkeit sollte die Buchführungs- und Bilanzierungspraxis ordentlicher und ehrenswerter Kaufleute sein, d. h. der kaufmännische Brauch“. Die GoB sind ein unbestimmter Rechtsbegriff, der insbesondere durch Rechtsnormen und Rechtsprechung geprägt ist und von der Rechtsprechung und Verwaltung jeweils im Einzelfall auszulegen und anzuwenden ist.

## Anforderungen an eine Buchführung
Eine Buchführung muss so beschaffen sein, dass sie einem sachverständigen Dritten innerhalb angemessener Zeit einen Überblick über die Geschäftsvorfälle und über die Lage des Unternehmens vermitteln kann. Jeder Kaufmann ist verpflichtet, Bücher zu führen und in diesen seine Handelsgeschäfte und die Lage seines Vermögens nach den Grundsätzen ordnungsmäßiger Buchführung ersichtlich zu machen (§ 238 Abs. 1 HGB). Zu einer ordnungsmäßigen Buchführung gehören:
| - Die Buchführung muss klar und übersichtlich sein. Dazu gehört: - eine sachgerechte Organisation, - eine übersichtliche Gliederung des Jahresabschlusses, - ein Verbot, Vermögenswerte und Schulden sowie Aufwendungen und Erträge miteinander zu verrechnen (Bruttoprinzip, Saldierungsverbot), und - ein Verbot, Buchungen unleserlich zu machen, - ein Verbot, Bleistifteintragungen vorzunehmen. - Alle Geschäftsvorfälle müssen fortlaufend, vollständig, richtig und zeitgerecht sowie sachlich geordnet gebucht werden. - Jeder Buchung muss ein Beleg zugrunde liegen. - Die Buchführungsunterlagen müssen ordnungsmäßig aufbewahrt werden. |

Die vom Bundesministerium der Finanzen herausgegebenen Grundsätze zur ordnungsmäßigen Führung und Aufbewahrung von Büchern, Aufzeichnungen und Unterlagen in elektronischer Form sowie zum Datenzugriff (GoBD) konkretisieren die Grundsätze ordnungsmäßiger Buchführung steuerrechtlich.
Trotz dieser Regelwerke und obwohl auch das Handelsgesetzbuch viele wichtige Grundsätze aufgenommen hat, gibt es immer noch Grundsätze, die nicht gesetzlich festgelegt sind (beispielsweise die sachgerechte Organisation). Solche Regeln werden als ungeschriebene GoB bezeichnet. Besondere Bedeutung haben die gesetzlichen Regelungen bei der Bilanzierung und Bewertung im Rahmen des Jahresabschlusses. Jedoch sind alle, auch die ungeschriebenen GoB, für den Kaufmann verbindlich.
Eine nicht ordnungsmäßige Buchführung kann dazu führen, dass die Besteuerungsgrundlagen von den Finanzbehörden geschätzt werden. Unrichtige Wiedergabe oder Verschleierung von Vermögen in Jahresabschlüssen wird mit Freiheits- oder Geldstrafen geahndet (§ 331 HGB, §§ 370 ff. AO). Im Insolvenzfall können Verstöße gegen die GoB Freiheitsstrafe oder Geldstrafe nach sich ziehen (§ 283 StGB).

## Herleitung
Die Rechtsnatur der GoB ist umstritten. Sie werden als Gewohnheitsrecht, Handelsbräuche oder Verkehrsanschauungen betrachtet. Die GoB lassen sich mit drei unterschiedlichen Methoden herleiten:
- Induktiv: Diese Methode, vertreten zum Beispiel von Eugen Schmalenbach, leitet die Grundsätze aus verbreiteten und etablierten Handelsbräuchen „ordentlicher und ehrenwerter Kaufleute“ ab.[6] Sie wird deshalb auch empirische Methode genannt. Die induktive Herleitung hat heute nur noch eine nachrangige Bedeutung, da sie mit der Schutzfunktion der GoB in Konflikt steht. So sind die Kaufleute zwar sachverständig, aber nicht neutral; daher besteht die Gefahr, dass die Herleitung zwar im Sinne des Kaufmanns, aber nicht im Sinne des Gesetzes erfolgt.
- Deduktiv: Hierbei werden die GoB aus den allgemeinen Zwecken der Buchführung und des Jahresabschlusses abgeleitet. Die deduktive Methode kann betriebswirtschaftlich oder handelsrechtlich ausgerichtet sein. Im ersten Fall folgt sie dem allgemein anerkannten, einheitlichen betriebswirtschaftlichen Zwecksystem für die Rechnungslegung, im zweiten Fall werden die Grundsätze aus dem Gesetz abgeleitet. Sie stellen dann einen gesetzentsprechenden Konsens und Kompromiss über das vom Gesetzgeber intendierte Zwecksystem von Wissenschaft, Rechtsprechung und Bilanzierungspraxis dar. Auch diese Methode ist problematisch, da es nicht nur einen Zweck des Jahresabschlusses gibt. Die Deduktionsbasis ist daher nur dann klar bestimmbar, wenn einem dieser Zwecke, etwa der Bemessung des auszuschüttenden Gewinns, der Vorrang eingeräumt wird.
- Hermeneutisch: Diese Methode legt die handelsrechtlichen Bilanzierungsvorschriften aus, indem sie Kriterien der Hermeneutik anwendet. Wichtige rechtliche Kriterien sind hierbei zum Beispiel der Wortlaut der gesetzlichen Vorschriften, ihr Bedeutungszusammenhang, ihre Entstehungsgeschichte sowie Gesetzesmaterialien und Ansichten des Gesetzgebers sowie Aspekte der induktiven und deduktiven Methode. Daneben werden betriebswirtschaftliche Gesichtspunkte und sonstige Kriterien, etwa Verfassungskonformität und Rechtsprechung, einbezogen und in einen Gesamtzusammenhang gebracht. Die hermeneutische Methode hat sich durchgesetzt und ist das gängige Verfahren zur Herleitung der Grundsätze ordnungsmäßiger Buchführung.[7]

## Kodifizierte GoB
Die nachfolgende Systematik unterteilt die kodifizierten GoB, die bei der Buchführung, Inventur und Jahresabschluss einzuhalten sind, in Rahmen-, Abgrenzungs- und ergänzende Grundsätze.

### Rahmengrundsätze
Die Rahmengrundsätze werden unter dem Oberbegriff Bilanzierungsgrundsätze zusammengefasst.

#### Grundsatz der Richtigkeit und Willkürfreiheit
Rechtsgrundlage: § 239 Abs. 2 HGB
Der Grundsatz der Richtigkeit ist erfüllt, wenn der Jahresabschluss nach den gültigen Regeln erstellt wurde sowie die Ansätze und Werte in nachprüfbarer, objektiver Form aus ordnungsgemäßen Belegen und Büchern herzuleiten sind. Die einzelnen Positionen müssen den Tatsachen entsprechen und die Werte nach den sonstigen GoB ermittelt worden sein. Sofern nicht vermeidbar, sind Schätzwerte nach eigenem Ermessen festzusetzen. Diese sollten möglichst willkürfrei und vertretbar sein und nach festgelegten Verfahren stetig angewandt werden.

#### Grundsatz der Klarheit und Übersichtlichkeit
Rechtsgrundlage: § 238 Abs. 1 Satz 2 HGB, § 243 Abs. 2 HGB
Der Grundsatz der Bilanzklarheit bezieht sich auf die äußere Gestaltung der Aufzeichnungen in der Buchführung sowie im Jahresabschluss. Der Jahresabschluss soll übersichtlich, klar und für sachverständige Dritte, die mit Buchführung und Jahresabschluss vertraut sind, verständlich sein. Besonders für die Gliederung von Bilanz und GuV ist der Anspruch der Klarheit von Bedeutung. Die Anforderungen an den Detailgrad der Gliederung sind nicht kodifiziert. Die Gliederungsschemata in § 266 HGB (Bilanz) und in § 275 HGB (Gewinn- und Verlustrechnung) liefern aber wichtige Anhaltspunkte. Offen bleibt jedoch beispielsweise die Ordnung und Tiefe der im Anhang geforderten Informationen. Bedeutende aus diesem Grundsatz abgeleitete Prinzipien sind das Prinzip der Einzelbewertung (Vermögensgegenstände und Schulden sind einzeln zu erfassen und zu bewerten, § 252 Abs. 1 Nr. 3 HGB) und das Saldierungsverbot (Aktiv- und Passivposten sowie Aufwendungen und Erträge dürfen nicht gegeneinander verrechnet werden, § 246 Abs. 2 HGB).

#### Grundsatz der Einzelbewertung
Rechtsgrundlage: § 252 Abs. 1 Nr. 3 HGB
Der Grundsatz der Einzelbewertung besagt, dass alle Vermögensgegenstände und Schulden unabhängig voneinander zu bewerten sind. Durch die Einzelbewertung sollen insbesondere Kompensationen von Wertsteigerungen bei einem Gegenstand mit Wertminderungen bei einem anderen ausgeschlossen werden. Es entsteht allerdings vereinzelt das Problem, entscheiden zu müssen, was als eigenständiger Vermögensgegenstand gilt.
Vom Grundsatz der Einzelbewertung gibt es eine Reihe von Ausnahmen:
- Gemäß § 240 Abs. 3 HGB dürfen Vermögensgegenstände des Sachanlagevermögens sowie Roh-, Hilfs- und Betriebsstoffe, wenn sie regelmäßig ersetzt werden und ihr Gesamtwert für das Unternehmen von nachrangiger Bedeutung ist, mit einer gleichbleibenden Menge und einem gleichbleibenden Wert angesetzt werden, sofern ihr Bestand (…) nur geringen Veränderungen unterliegt.
- Gemäß § 240 Abs. 4 HGB dürfen gleichartige Vermögensgegenstände des Vorratsvermögens sowie andere gleichartige (…) Vermögensgegenstände und Schulden jeweils zu einer Gruppe zusammengefasst und mit dem gewogenen Durchschnittswert angesetzt werden. In diesem Zusammenhang sind insbesondere auch Pauschalwertberichtigungen von Forderungen und Pauschalbewertung von Rückstellungen von Bedeutung.
- Gemäß § 256 HGB kann für den Wertansatz gleichartiger Vermögensgegenstände des Vorratsvermögens unterstellt werden, dass die zuerst angeschafften oder hergestellten Vermögensgegenstände zuerst oder in einer sonstigen bestimmten Folge verbraucht oder veräußert worden sind.

#### Grundsatz der Vollständigkeit
Rechtsgrundlage: § 239 Abs. 2 HGB, § 246 Abs. 1 HGB
Gemäß dem Vollständigkeitsgrundsatz sind sämtliche buchungspflichtigen Geschäftsvorfälle im Jahresabschluss zu erfassen. Zusätzlich müssen in der Buchhaltung und im Jahresabschluss auch solche Veränderungen erfasst werden, die nicht als Geschäftsvorfall erkennbar sind, wie z. B. Schwund und Verderb. Neben den buchführungspflichtigen Vorfällen sind auch Risiken, die bis zum Bilanzstichtag noch keinen Niederschlag in der Buchführung gefunden haben, zu berücksichtigen (Rückstellung).
Insofern umfasst die Forderung nach Vollständigkeit:
- jährliche Erfassung der tatsächlichen Bestände durch Inventur
- intensive Preisbeobachtung auf den Märkten, um negativen Preisentwicklungen Rechnung tragen zu können
- Beobachtung und Analyse aller relevanten Risiken, um diese im Jahresabschluss berücksichtigen zu können.

#### Grundsatz der Wertaufhellung
Rechtsgrundlage: § 252 Abs. 1 Nr. 4 HGB
Die Wertaufhellung regelt, wie sich Informationen auf den Jahresabschluss auswirken, über die der Kaufmann erst nach dem Bilanzstichtag Kenntnis erlangt. Es ist zu differenzieren:
- Wertaufhellung: Wenn ein Sachverhalt vor dem Bilanzstichtag eingetreten ist, aber erst nach dem Bilanzstichtag und vor der Bilanzerstellung bekannt wird. Dieser muss in der Bilanz des alten Geschäftsjahres berücksichtigt werden.
- Wertbegründung: Wenn Informationen über Sachverhalte eingehen, die erst nach dem Bilanzstichtag eingetreten sind, dürfen diese in der Bilanz nicht mehr berücksichtigt werden.

### Abgrenzungsgrundsätze

#### Realisationsprinzip
Rechtsgrundlage: § 252 Abs. 1 Nr. 4 HGB, § 201 Abs. 2 Z. 4 UGB
Das in § 252 Abs. 1 Nr. 4 HGB – neben dem Imparitätsprinzip – kodifizierte Realisationsprinzip besagt, dass Gewinne erst dann berücksichtigt werden dürfen, wenn sie am Bilanzstichtag realisiert sind (Verluste hingegen sind aufgrund des Imparitätsprinzips bereits dann zu berücksichtigen, wenn sie absehbar sind). Da der Gewinn bzw. Verlust der Differenz zwischen Anschaffungs-/Herstellungskosten und dem Veräußerungspreis entspricht, sind der Zeitpunkt der Gewinnrealisation und der Zeitpunkt der Berücksichtigung des Umsatzerlöses deckungsgleich.

#### Imparitätsprinzip
Rechtsgrundlage: § 252 Abs. 1 Nr. 4 HGB, § 201 Abs. 2 Z. 4 UGB
Das Imparitätsprinzip fordert aus Vorsichts- und Gläubigerschutzgründen die Ungleichbehandlung von Gewinnen und Verlusten. Während Wertsteigerungen eines Vermögengegenstands erst zum Zeitpunkt der Realisation berücksichtigt werden, gilt für Wertminderungen, dass diese bereits dann zu würdigen sind, wenn sie mit hinreichend großer Wahrscheinlichkeit drohen (Verlustantizipation). Beispielhaft können hier drohende Verluste aus schwebenden Geschäften (siehe Rückstellung) oder Wertminderungen von Vermögensgegenständen (vgl. dazu auch Niederstwertprinzip) angeführt werden.

#### Grundsatz der sachlichen und zeitlichen Abgrenzung
Rechtsgrundlage: zur zeitlichen Abgrenzung: § 252 Abs. 1 Nr. 5 HGB,  § 201 Abs. 2 Z. 5 UGB
Der Grundsatz der sachlichen Abgrenzung steht in enger Verbindung zum Realisationsprinzip. Er definiert, in welcher Rechnungsperiode die durch die Leistungserstellung verursachten Wertminderungen als Aufwand zu erfassen und somit erfolgsmindernd zu würdigen sind. Alle sachlich der Leistung des Unternehmens zurechenbaren Aufwendungen sind ohne Rücksicht darauf, wann die Zahlung erfolgte, der Periode zuzuordnen, der die sachlich zugehörigen Erträge zugerechnet werden (Rechnungsabgrenzung).
Beispiel
Kauft ein Unternehmen Werkstoffe, die erst im nächsten Jahr zu Produkten weiterverarbeitet und verkauft werden, dann werden die Ausgaben für diese Werkstoffe auch erst im nächsten Jahr zu Aufwand.
Der Grundsatz der zeitlichen Abgrenzung löst mehrere Probleme. Einerseits sind nach diesem Grundsatz streng zeitraumbezogene Vermögensänderungen, wie z. B. Mieteinnahmen und -ausgaben, Zinseinnahmen und -ausgaben oder Versicherungsprämien zeitlich proportional der Periode zuzurechnen, in der sie ursächlich entstanden sind und nicht in der Periode, in der die Zahlung erfolgte.
Beispiel
Das Unternehmen erhält am 1. Oktober 2005 eine Mietzahlung für die folgenden 6 Monate. Die Mietzahlung ist zur Hälfte dem Jahr 2005 und zur Hälfte dem Jahr 2006 zuzuordnen.
Andererseits klärt der Grundsatz der zeitlichen Abgrenzung die Zurechnung von Wertveränderungen, denen keine Unternehmensleistungen gegenüberstehen (z. B. Schenkungen oder Währungsverluste bzw. -gewinne). Die Wertveränderungen werden der Periode zugerechnet, in der sie angefallen sind.
Vermögensänderungen, die erst bekannt werden, wenn die Periode, der sie eigentlich zuzurechnen sind, bereits abgeschlossen ist, sind jener Periode zuzurechnen, in der sie bekannt werden.

### Ergänzende Grundsätze (Systemgrundsätze)

#### Grundsatz der Vorsicht
Rechtsgrundlage: § 252 Abs. 1 Nr. 4 HGB, § 201 Abs. 2 Z. 4 UGB
Aufgrund der im deutschen Handelsrecht überragenden Rolle des Gläubigerschutzes kommt dem Vorsichtsprinzip große Bedeutung zu. Nach dem Grundsatz der Vorsicht ist bei Unsicherheit über die Größe eines Wertes ein tendenziell etwas pessimistischerer Wert anzusetzen. In der betrieblichen Praxis wird der Grundsatz der Vorsicht häufig zur Bildung von stillen Reserven genutzt. Eine überhöhte Abschreibung auf einen Vermögensgegenstand führt zu einem geringeren Buchwert. Nach herrschender Meinung ist die Legung stiller Reserven jedoch informationsverzerrend und somit weder im Interesse der Gläubiger noch (aufgrund des damit verbundenen geringeren Gewinnausweises) der Gesellschafter des Unternehmens.

#### Grundsatz der Kontinuität
Rechtsgrundlage: § 246 Abs. 3, § 252 Abs. 1 Nr. 1 HGB, § 201 Abs. 2 Z 1 UGB
Aus Informationen über die Vermögens-, Finanz- und Ertragslage eines Unternehmens zu verschiedenen Zeitpunkten lässt sich nur dann die Entwicklung des Unternehmens erkennen, wenn diese Informationen vergleichbar sind. Mit einem häufigen Wechsel der Ausweis- und Bewertungsmethoden kann eine willkürliche Beeinflussung des Bilanz- und GuV-Bildes erreicht werden. Bei der Bilanzkontinuität wird unterschieden in materielle und formelle Kontinuität:
- Die materielle Kontinuität verlangt, dass die einzelnen Positionen des Jahresabschlusses immer auf gleiche Weise zu ermitteln, abzugrenzen und zusammenzustellen sind. Bezogen auf die Bewertung (§ 252 Abs. 1 Nr. 6 HGB) handelt es sich dabei im deutschen Recht um eine Sollvorschrift, von der ggf. unter Begründung abgewichen werden kann (§ 252 Abs. 2 HGB). Im österreichischen UGB ist der Grundsatz grundsätzlich eine Muss-Vorschrift, jedoch wird im letzten Satz das § 201 UBG ein Abgehen (von allen Vorschriften des § 201) wegen Vorliegen besonderer Umstände erlaubt.
- Die formelle Kontinuität schreibt vor, dass stets die gleichen Gliederungsbegriffe und -schemata zu verwenden sind. In der Eröffnungsbilanz müssen die Wertansätze eines Geschäftsjahres mit den angesetzten Werten der Schlussbilanz des vorhergehenden Jahres identisch sein. Damit wird die Grundvoraussetzung der Vergleichbarkeit, sowohl im Zeitablauf als auch bei verschiedenen Unternehmen zum gleichen Zeitpunkt, geschaffen.

Ausnahmen bildet hier die Euro-Umstellung, bei der die Schlussbestände des Vorjahres in DM und die Anfangsbestände des laufenden Jahres in Euro ausgewiesen wurden. Eine weitere Ausnahme tritt nach einer steuerlichen Betriebsprüfung auf, nach der bei Änderungen die letzte noch änderbare Bilanz angepasst werden muss, während die Vorjahresbilanz nicht mehr angetastet wird.
Änderungen hinsichtlich der materiellen oder formellen Kontinuität sind zu erwähnen und in ihren Auswirkungen zu erläutern.
- Siehe auch: Bilanzidentität

#### Grundsatz der Fortführung der Unternehmenstätigkeit
Rechtsgrundlage: § 252 Abs. 1 Nr. 2 HGB, § 201 Abs. 2 Z. 2 UGB
Das Fortführungsprinzip (englisch Going-Concern-Principle) ergibt sich aus der Forderung nach Vergleichbarkeit der Informationen im Jahresabschluss, dem Grundsatz der Richtigkeit und Willkürfreiheit sowie dem Realisationsprinzip. Danach ist bei der Bewertung der Vermögensgegenstände und Schulden im Jahresabschluss davon auszugehen, dass das Unternehmen über den Abschlussstichtag hinaus fortgeführt wird (§ 252 Abs. 1 Nr. 2 HGB).

#### Periodisierungsprinzip
Rechtsgrundlage: § 252 Abs. 1 Nr. 5 HGB
Erträge der jeweiligen Rechnungsperiode (i. d. R. das Geschäftsjahr) müssen dem entsprechenden Aufwand gegenübergestellt werden.

#### Stichtagsprinzip
Rechtsgrundlage: § 252 Abs. 1 Nr. 3 HGB, § 201 Abs. 2 Z. 3 UGB
Die Vermögensgegenstände und Schulden sind zum Bilanzstichtag einzeln zu bewerten, Umsatzerlöse, Aufwand und Erträge sind am Bilanzstichtag abzugrenzen.

## Beziehung zwischen handelsrechtlichen und steuerrechtlichen GoB
Die handelsrechtlichen und steuerrechtlichen GoB stellen aufgrund der Maßgeblichkeit der Handelsbilanz für die Steuerbilanz (§ 5 Abs. 1 EStG) zwingend eine Einheit dar (Maßgeblichkeitsprinzip), von Ausnahmefällen abgesehen. Dieses Maßgeblichkeitsprinzip erfordert, dass der BFH allgemein alle GoB vor dem Hintergrund des Handelsrechts auslegt; diese Auslegung soll unabhängig von steuerlichen Konsequenzen erfolgen, selbst wenn der Fall steuerlicher Art ist.
Des Weiteren bilden handelsrechtliche und steuerrechtliche GoB eine Einheit, weil sie das Gebot der Einheitlichkeit der Rechtsprechung der obersten Gerichtshöfe erfüllen müssen. Dieses Gebot bedeutet, dass eine Rechtsnorm eines obersten Gerichtshofs auch in unterschiedlichen Rechtsgebieten einheitlich auszulegen ist (Art. 95 Abs. 3 GG).

## International

### Österreich
Die GoB sind in § 190 des Unternehmensgesetzbuchs (UGB) kodifiziert.
1. Wahrheit
2. Klarheit
3. Vollständigkeit
4. Stichtagsprinzip
5. Realisationsprinzip
6. Imparitätsprinzip
7. Stetigkeit
8. Vorsicht
9. Einzelbewertung
10. Aktivierungsverbot für selbst geschaffene immaterielle Werte/originäre Firmenwerte.

### Schweiz
Die Grundsätze ordnungsmässiger Rechnungslegung sind im Art. 958c des Obligationenrechts enthalten. Drei Grundsätze sind zwingend einzuhalten:
- Die Vollständigkeit der Jahresrechnung
- Die Klarheit und Wesentlichkeit der Angaben
- Der Grundsatz der Vorsicht.

Von weiteren drei Grundsätzen sind Abweichungen in begründeten Fällen erlaubt, aber im Anhang darzulegen:
- Grundsatz der Fortführung der Unternehmenstätigkeit (vgl. Art. 958b OR)[10]
- Stetigkeit in Darstellung und Bewertung (vgl. Art. 958c Abs. 1 Ziff. 6 OR)
- Unzulässigkeit der Verrechnung von Aktiven und Passiven sowie von Aufwand und Ertrag (vgl. Art. 958c Abs. 1 Ziff. 7 OR).

Die Grundsätze ordnungsmässiger Buchführung enthält Art. 957a OR:
Namentlich sind zu beachten:
1. die vollständige, wahrheitsgetreue und systematische Erfassung der Geschäftsvorfälle und Sachverhalte;
2. der Belegnachweis für die einzelnen Buchungsvorgänge;
3. die Klarheit;
4. die Zweckmässigkeit mit Blick auf die Art und Grösse des Unternehmens;
5. die Nachprüfbarkeit.

Des Weiteren ist in Art. 958c Abs. 2 OR (Grundsätze ordnungsmässiger Rechnungslegung) ein Grundsatz ordnungsmässiger Buchführung enthalten:
- „Der Bestand der einzelnen Positionen in der Bilanz und im Anhang ist durch ein Inventar oder auf andere Art nachzuweisen.“